# Westplein (sneltramhalte)
Westplein was een halte van de Utrechtse sneltram. De halte lag in de middenberm van het langgerekte Westplein, tussen het Centraal Station en de buurt Lombok.
De halte werd tot 18 april 2013 gebruikt door de lijnen 60, 61 en 260.

## Sluiting
Op 18 april 2013 werd het lijngedeelte Centraal Station - Westplein gesloten en vervolgens opgebroken wegens de verbouwing van station Utrecht Centraal tot OV-terminal. Het tijdelijke eindpunt van de tram werd de nieuwe halte Jaarbeursplein. Sinds 2 juli 2022 werd de tramlijn vanaf deze halte doorgetrokken om ter hoogte van het Park Plaza hotel weer op de oude trambaan aan te sluiten. Dit betekent dat de halte Westplein definitief tot het verleden behoort.
Utrecht Centraal, Jaarbeursplein · Graadt van Roggenweg · 24 Oktoberplein-Zuid · Winkelcentrum Kanaleneiland · Vasco da Gamalaan · Kanaleneiland Zuid · P+R Westraven · Zuilenstein · Batau-Noord · Wijkersloot · Stadscentrum · Merwestein · Fokkesteeg · Wiersdijk · Nieuwegein-Zuid
Utrecht Centraal, Jaarbeursplein · Graadt van Roggenweg · 24 Oktoberplein-Zuid · Winkelcentrum Kanaleneiland · Vasco da Gamalaan · Kanaleneiland Zuid · P+R Westraven · Zuilenstein · Batau-Noord · Wijkersloot · Stadscentrum · St. Antonius Ziekenhuis · Doorslag · Hooghe Waerd · Clinckhoeff · Eiteren · Achterveld · Binnenstad · IJsselstein-Zuid
Jaarbeursplein (Utrecht Centraal) · 5 Mei Plein · Kanaleneiland Zuid · P+R Westraven · Stadscentrum · Nieuwegein-Zuid